# Планширь

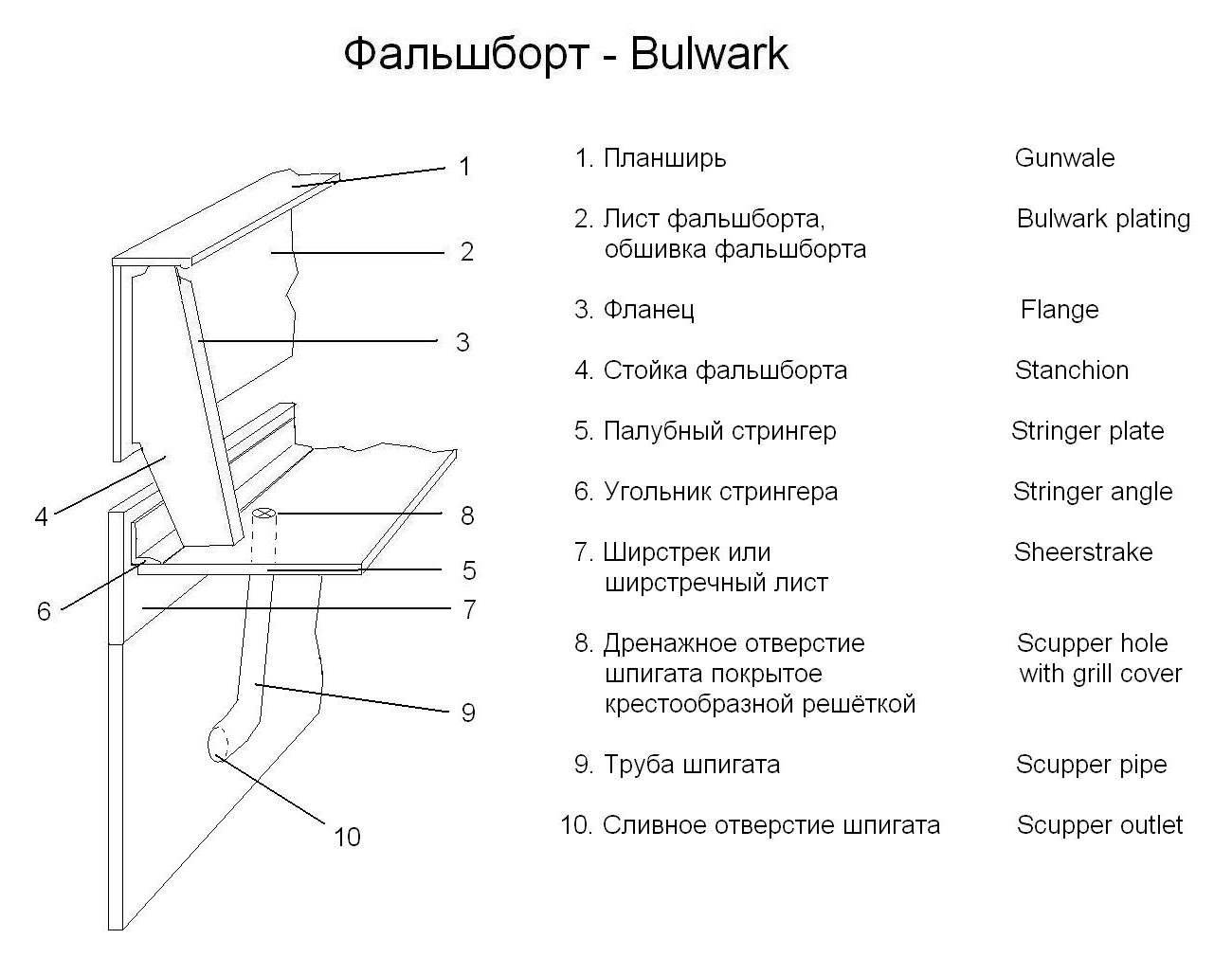
Устройство стального фальшборта и палубного шпигата современного судна (название элементов по-русски и по-английски)

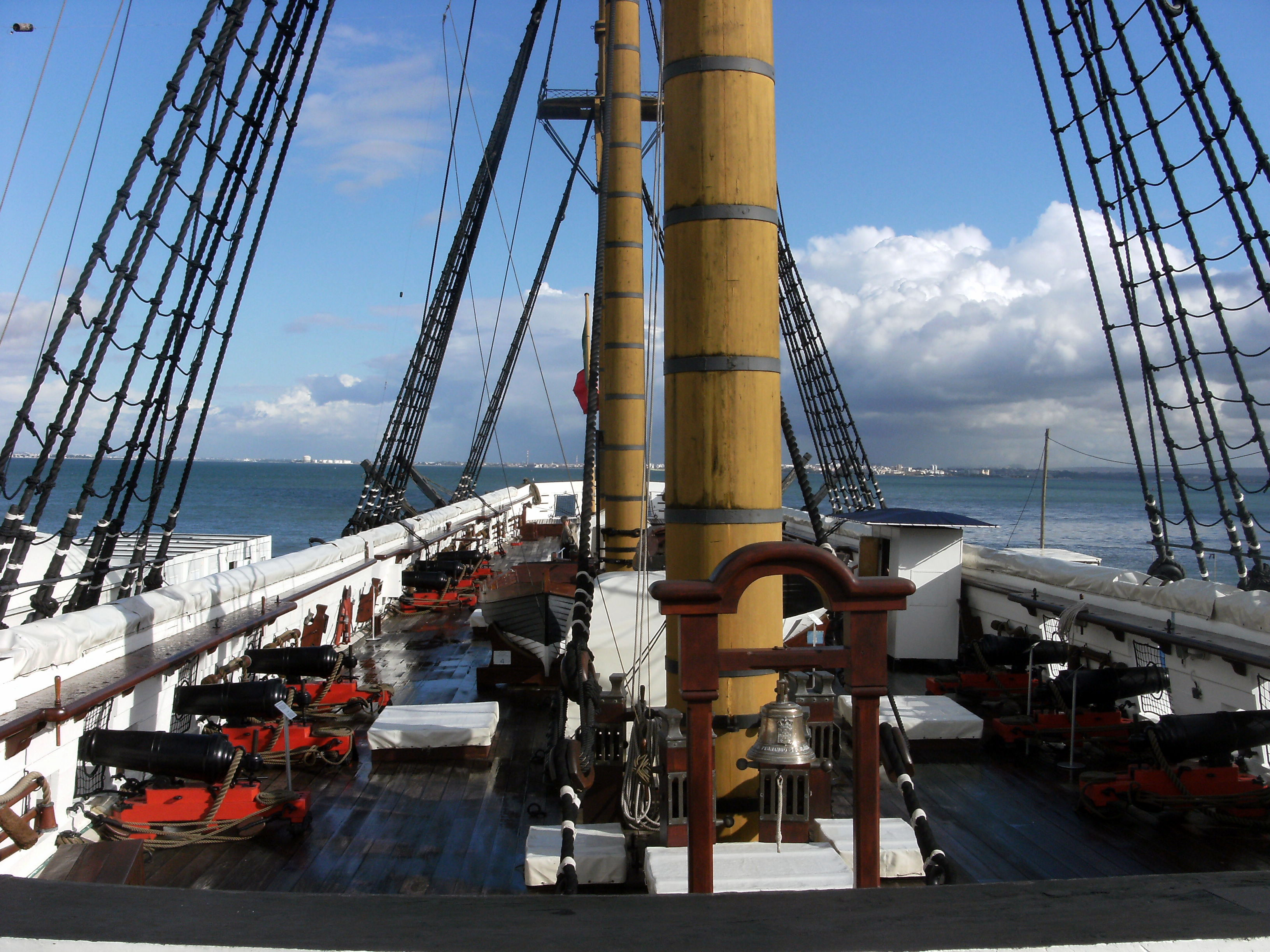
Вид на палубу, фальшборт и планширь парусного фрегата. Видны также вставленные в планширь кофель-нагели

Пла́нширь (или пла́ншир) (от англ. plank-sheer) — горизонтальный деревянный брус или стальной профиль (стальной профиль может быть обрамлён деревянным брусом) в верхней части фальшборта или борта шлюпок и беспалубных небольших судов.
На старинных парусных судах использовался деревянный брус при изготовлении планширя или обрамления металлического планширя. На современных торговых судах и военных кораблях фальшборт обрамлён сверху стальным планширем. На пассажирских судах и в некоторых местах на торговых судах (на крыльях мостика, например) стальной планширь может быть обрамлён деревянным брусом.
Планширь — аналог верхней планки перил на балконе. Стальной планширь также выполняет роль ребра жёсткости для фальшборта.
У военных парусников фальшборт в целях защиты команды от ружейного огня достигал высоты человеческого роста и более, а планширь превращался в вытянутую вдоль фальшборта узкую, поднятую над палубой площадку, на которую поднимались для обзора поверхности моря, а также для того, чтобы уложить служившие дополнительной защитой спальные койки в расположенные вдоль бортов коечные сетки.